# Sulu-neushoornvogel
De sulu-neushoornvogel (Anthracoceros montani) is een neushoornvogel die voorkomt in de regenwouden in het zuiden van de Filipijnen. Het is een ernstig bedreigde, endemische vogelsoort van enkele van de Sulu-eilanden. 
De lokale naam voor deze vogelsoort is Talusi (Filipijns).

## Kenmerken
Deze soort neushoornvogel wordt inclusief staart zo'n 71 centimeter met een spanwijdte van 31 centimeter. Bij de sulu-neushoornvogel lijken de mannelijke exemplaren, in tegenstelling tot bij de meeste andere soorten, erg op de vrouwelijke exemplaren. De vogel is geheel zwart, waarbij de bovenkanten een enigszins groene gloed hebben. De staart is wit; de snavel zwart (dit in tegenstelling tot de palawanneushoornvogel). De naakte huid rond de ogen en de bovenkant van de hals is wit. De ogen van het mannetje zijn wit en die van het vrouwtje zijn donkerbruin. De poten zijn grijszwart.
De sulu-neushoornvogel is net als alle neushoornvogels een luidruchtige vogel die in paartjes of in kleine groepjes leeft.

## Voortplanting
Over de voortplanting van deze soort in het wild is niets bekend.

## Verspreiding en leefgebied
De sulu-neushoornvogel kwam aan het eind van de 19de eeuw nog talrijk voor op de eilanden Jolo, Sanga Sanga en Tawi-Tawi in het zuiden van de Filipijnen. Het leefgebied van de vogel is ongerept tropisch regenwoud op berghellingen die rijk zijn aan grote plankwortelbomen. De vogel foerageert ook wel in fruitplantages, mits deze niet verder dan 1 kilometer van bos liggen.

## Status
In 2010 is alleen met zekerheid bekend dat deze neushoornvogel aanwezig is op Tawi-Tawi, waar een groep van ongeveer 20 paar verblijft in het grootste berggebied op het eiland, waar nog een stuk oerwoud is overgebleven van  250-300 km². Op Sanga-Sanga is de sulu-neushoornvogel bijna zeker uitgeroeid, voor het eiland Jolo moet dit nog bewezen worden. Mogelijk zijn er vogels uitgeweken naar kleinere eilanden in de Sulu-archipel, maar die zijn te klein voor het duurzaam behoud van populaties.  De grootte van de populatie werd in 2013 door BirdLife International geschat op minimaal 40 individuen. De oorzaak is het verdwijnen van oerwoud dat plaats maakt voor oliepalmplantages. Om deze redenen staat deze soort als ernstig bedreigd (kritiek) op de Rode Lijst van de IUCN.